# Сордио
Со̀рдио (на италиански: Sordio, на западноломбардски: Sördi, Сьорди) е малко градче и община в Северна Италия, провинция Лоди, регион Ломбардия. Разположено е на 85 m надморска височина. Населението на общината е 3188 души (към 2012 г.).